# アンカ・ロメンスキー
アンカ・ロメンスキー（Anka Romensky、1980年9月16日 - ）は2009年現在フロリダ州マイアミに住むウクライナ出身のモデル。米PLAYBOY誌2002年2月号のプレイメイトである。

## 生い立ち
ロメンスキーはソビエト連邦（現在のウクライナ）のキエフ (現:キーウ)で生まれた。10歳の時に家族とともにアメリカ合衆国に移住した。

## 経歴
ロメンスキーはPLAYBOYに見いだされる以前から5年間モデルとして働いていた。彼女は熟達したピアニスト・ヴォーカリストである。